# Alschomina
Alschomina es un alcaloide que se encuentra en la planta Alstonia scholaris.